# Illa Nyżnyk
Illa Nyżnyk, ukr. Ілля Нижник (ur. 27 września 1996 w Winnicy) – ukraiński szachista, arcymistrz od 2011 roku.

## Kariera szachowa
Sukcesy na arenie międzynarodowej zaczął odnosić w wieku 10 lat. W 2006 r. zdobył w Hercegu Novim tytuł wicemistrza Europy juniorów do 10 lat. W tym samym (w Batumi) oraz w kolejnym (w Kemer) roku dwukrotnie zdobył tytuły wicemistrza świata juniorów do 12 lat. W 2007 r. w Szybeniku zdobył również tytuł mistrza Europy w tej samej kategorii wiekowej. Kolejny złoty medal ME zdobył w 2008 r. w Hercegu Novim, zwyciężając w kategorii do 16 lat (8 z 9 pkt, wynik rankingowy 2645).
Na początku 2007 r. odniósł duży sukces, zwyciężając (z wynikiem 8½ pkt w 9 partiach) w turnieju B międzynarodowego festiwalu w Moskwie (wynik rankingowy 2633 pkt). W 2008 r. odniósł sukcesy w turniejach rozegranych w Kijowie: zwyciężył w memoriale Vladimira Nabokova (8½ z 11 pkt), a w innym turnieju zajął III miejsce (za Aleksandrem Kowczanem i Andriejem Zontachem). Zwycięstwo w memoriale Nabokowa dało mu pierwszą normę arcymistrzowską. W 2009 r. zwyciężył w Groningen, natomiast w 2010 r. podzielił I m. w Schwäbisch Gmünd (wspólnie z m.in. Rainerem Buhmannem, Władimirem Burmakinem i Władimirem Jepiszynem) oraz w Groningen (wspólnie z m.in. Dejanem Bożkowem, Markiem Bluvshteinem i Sipke Ernstem), wypełniając trzecią i ostatnią normę na tytuł arcymistrza. W 2011 r. zajął II m. (za Daniele Vocaturo) w turnieju Tata Steel Chess–C w Wijk aan Zee oraz podzielił I m. (wspólnie z m.in. Wołodymyrem Bakłanem i Ivanem Sokolovem) w Reykjaviku. W 2014 r. podzielił I m. (wspólnie z Ilją Smirinem i Conradem Holtem) w turnieju World Open w Arlington oraz zwyciężył w Saint Louis.
Najwyższy ranking w dotychczasowej karierze osiągnął 1 maja 2022 r., z wynikiem 2692 punktów zajmował wówczas 1. miejsce wśród ukraińskich szachistów.